# Patrick Lopes Martins da Veiga
Patrick Lopes Martins da Veiga (3 januari 1995) is een Nederlands voetballer die doorgaans als spits speelt. In juli 2025 tekende hij voor RVV LMO.

## Carrière
Lopes speelde in de jeugdopleiding van Sparta Rotterdam en voor de Rotterdamse club maakte de spits dan ook zijn debuut als professionele voetballer. In de Eerste divisie mocht hij op 13 december 2013 voor het eerst opdraven, toen er met 1–5 gewonnen werd van FC Oss. Lopes mocht van zijn coach, Arjan van der Laan, vijf minuten voor tijd invallen voor Mario Bilate. Tussen 2015 en 2016 speelde Lopes voor de beloften van FC Dordrecht.
Hierna stapte hij over naar het Duitse Hönnepel-Niedermörmter. In augustus 2017 ging hij spelen voor Jodan Boys. Vanaf het seizoen 2018/19 ging Lopes voor Sportlust '46 spelen. Medio 2020 verkaste Lopes naar RVVH. Bij deze club vertrok hij medio 2023, waarna hij in april 2025 gepresenteerd werd bij RVV LMO als speler voor het komende seizoen.

## Clubstatistieken
| Seizoen | Club             | Competitie     | Competitie | Competitie | Beker | Beker | Internationaal | Internationaal | Totaal | Totaal |
| Seizoen | Club             | Competitie     | Wed.       | Dlp.       | Wed.  | Dlp.  | Wed.           | Dlp.           | Wed.   | Dlp.   |
| ------- | ---------------- | -------------- | ---------- | ---------- | ----- | ----- | -------------- | -------------- | ------ | ------ |
| 2013/14 | Sparta Rotterdam | Eerste divisie | 1          | 0          | 0     | 0     | —              | —              | 1      | 0      |
| Totaal  | Totaal           | Totaal         | 1          | 0          | 0     | 0     | 0              | 0              | 1      | 0      |